# 부르고뉴프랑슈콩테
부르고뉴프랑슈콩테(프랑스어: Bourgogne-Franche-Comté)는 프랑스의 레지옹으로, 2014년 프랑스 레지옹 구역 개편과정에서 부르고뉴와 프랑슈콩테가 합병되어 만들어졌다. 부르고뉴프랑슈콩테 의회 100명 의원의 투표 결과로, 2016년 1월 1일을 기해 출범하였다.
총면적은 47,783km2이며 여덟 개의 데파르트망이 설치되어 있다. 2017년 기준 인구는 총 2,811,423명이다. 최대 도시는 디종으로, 레지옹 행정부가 위치한 도시이기도 하다. 다만 지역의회는 브장송에 소재해 있어, 노르망디와 함께 레지옹 대표부가 어느 한 도시에 자리하지 않는 유이한 레지옹이기도 하다.

## 지명
구역 개편법의 본문에서는 통합된 레지옹들의 명칭들의 합친 것을 하이픈으로 구분하여, 통합됨에 따라 신설된 레지옹들 대부분의 임시 명칭으로 나타냈다. 정식적인 명칭은 새로운 지역 의회가 제안하고 그것을 2016년 10월 1일 국참사원이 승인해주는 것이었다. 이에따라, 이곳의 새로운 행정 구역의 임시 명칭은 옛 행정 구역의 명칭들인 부르고뉴와 프랑슈콩테를 합친거였다. 이 지역은 임시 명칭을 정식 명칭으로 유지하기로 택했고, 그 결정은 2016년 9월 28일에 국참사원에서 인정해주었다.
이번 합병은 부르고뉴 공국과 부르고뉴 자유 백국이 1477년에 분리된 이래 처음으로 합쳐진 것이라 역사적으로도 의의가 있다.

## 역사

### 중세
오늘날 부르고뉴와 프랑슈콩테가 있는 지역은 부르군트 왕국 (5~8세기)의 통치하에서 통합되어 있었다. 왕국은 프랑스의 부르고뉴 공국 (오늘날 부르고뉴)과 신성 로마 제국의 부르고뉴 백국 (오늘날 프랑슈콩테), 두 지역으로 나뉘었다. 부르고뉴 백국은 프랑스 왕국의 봉신 지역으로 남은 부르고뉴 공국과는 별개로, 17세기 프랑스 왕국에 자율 지역으로 재통합되었다. 이 옛 두 지역은 프랑스 혁명 시기에 폐지되었다.

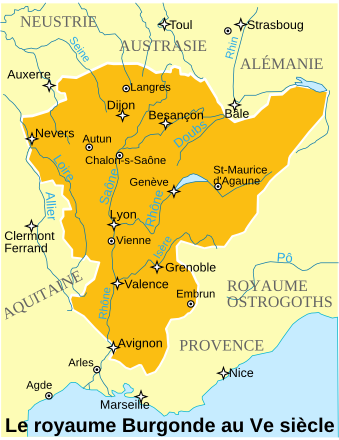
5세기 부르군트 왕국.
15세기 부르고뉴 공국과 부르고뉴 백국.

### 현대

1790년까지 존재했던 옛 프로뱅스에 따라 채색된, 8개의 데파르망으로 이뤄진 새로운 행정 구역의 지도.
부르고뉴
프랑슈콩테
니베르네
샹파뉴
알자스
오를레아네
몽벨리아르드
일드프랑스
그외

부르고뉴프랑슈콩테를 이루고 있는 대부분의 지역은 부르고뉴와 프랑슈콩테 옛 프로뱅스에 속했던 곳이지만, 니베르네 (오늘날 니에브르), 샹파뉴 (오늘날 욘주의 북쪽), 오를레아네 (오늘날 욘주의 남서쪽), 테리투아르드벨포르주 (1871년 이후에도 프랑스 영토에 남은 알자스 지역), 일드프랑스의 일부 (오늘날 욘주의 북서쪽) 등 옛 프로뱅스들의 중요한 지역들도 포함되었다.
1941년에서 1944년까지 비시 프랑스의 지방 행정 체계에서는 부르고뉴와 프랑슈콩테를 재통합시켰을 뿐만 아니라 1948년에서 1964년까지 특별 관할 구역인 디종도 통합시켰다. 프랑스의 레지옹이 만들어지던 동안에, 부르고뉴와 프랑슈콩테는 다시 한번 첫 번째는 1972년 레지옹 설치 당시에, 그 후에는 1982년 프랑스 행정 지방 자치 단체 설치 때, 두 레지옹으로 분리되었다.
2014년 4월 14일, 프랑수아 파트래트와 마리기트 뒤페 (각각 부르고뉴와 프랑슈콩테의 대표)는 언론 컨퍼런스에서 프랑스의 행정 구역 단순화를 제안한 프랑스의 총리 마뉘엘 바스에게 두 지역의 재통합을 바란다고 알렸다.
2014년 6월 2일, 두 레지옹은 대통령 프랑수아 올랑드가 제시한 지도에 하나의 레지옹으로 나타났다. 이 두 레지옹은 자발적으로 통합에 나선 유일한 곳이었고, 그들의 연합은 국민의회나 the 상원의 수정이 필요하지 않은 한 곳이었다
Acte III de la décentralisation 조항에 따라, 두 레지옹의 합병은 2014년 12월 17일에 공식적으로 채택되었다. 2016년 1월 1일부터 효력이 발휘됐다.

## 지리
북쪽으로는 그랑데스트, 북서쪽으로는 일드프랑스, 서쪽에는 상트르발드루아르, 남쪽에는 오베르뉴론알프, 동쪽으로는 스위스 (보주, 뇌샤텔주, 쥐라주)와 접한다.
이 지역의 수도 브장송과 다른 도시와의 거리는 다음과 같다.
- 파리 410 km (255 mi)
- 보르도 - 729 km (453 mi)
- 툴루즈 - 762 km (473 mi)
- 마르세유 - 538 km (334 mi)
- 리옹 - 227 km (141 mi)
- 몽펠리에 - 523 km (325 mi)
- 니스 - 694 km (431 mi)

### 데파르망
부르고뉴프랑슈콩테는 코트도르주, 두주, 쥐라주, 니에브르주, 오트손주, 손에루아르주, 욘주, 벨포르주 등 8개의 데파르망으로 이뤄져 있다.

### 주요 도시
- 디종 (인구 151,212명, 주정부 소재지)
- 브장송 (인구 116,914명, 주의회 소재지)
- 벨포르 (인구 50,078명)
- 샬롱쉬르손 (인구 44,985명)
- 느베르 (인구 36,762명)
- 오세르 (인구 34,869명)
- 마콩 (인구 33,865명)

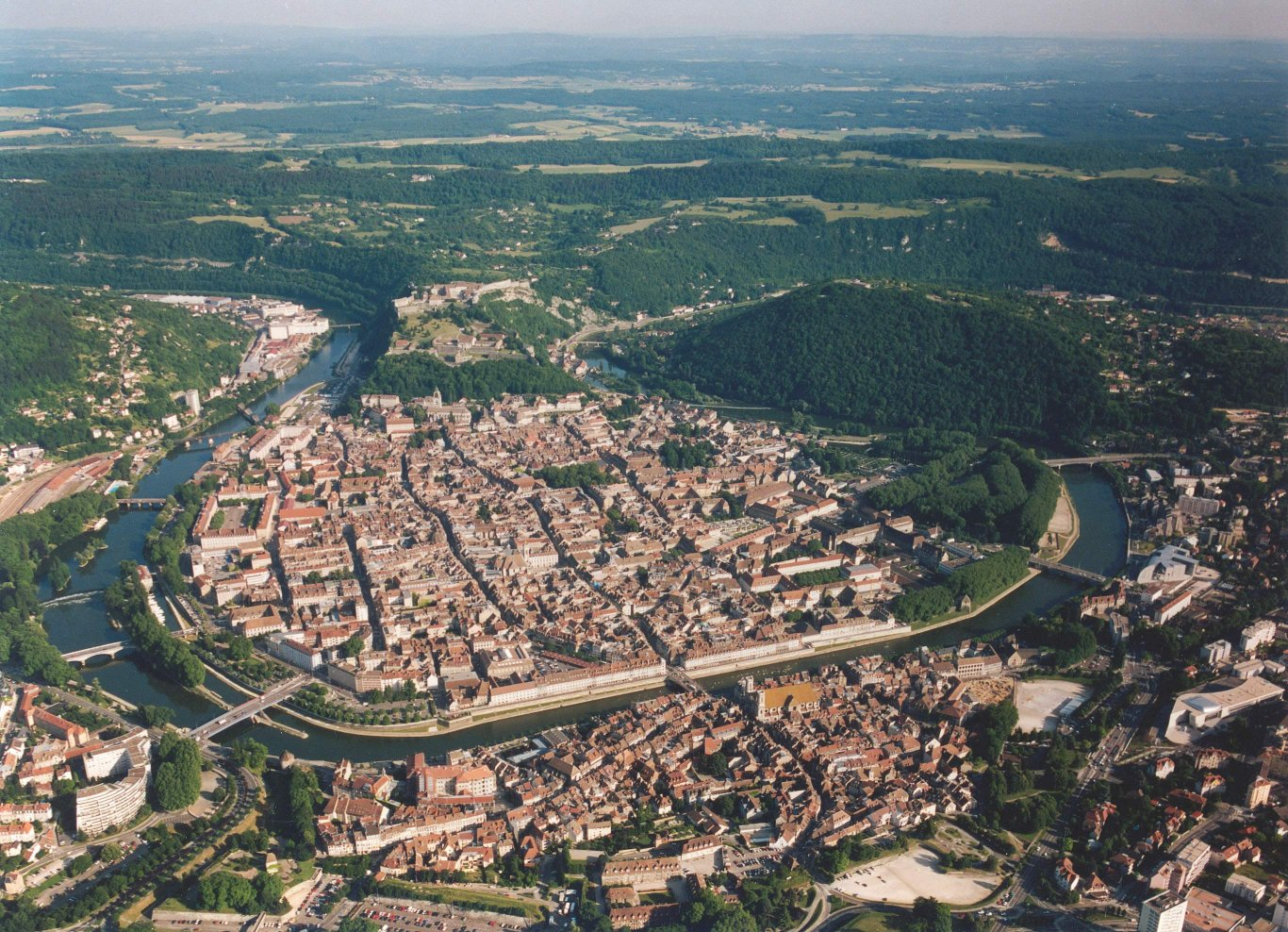
두강의 사행천에 있는 브장송의 구시가지.
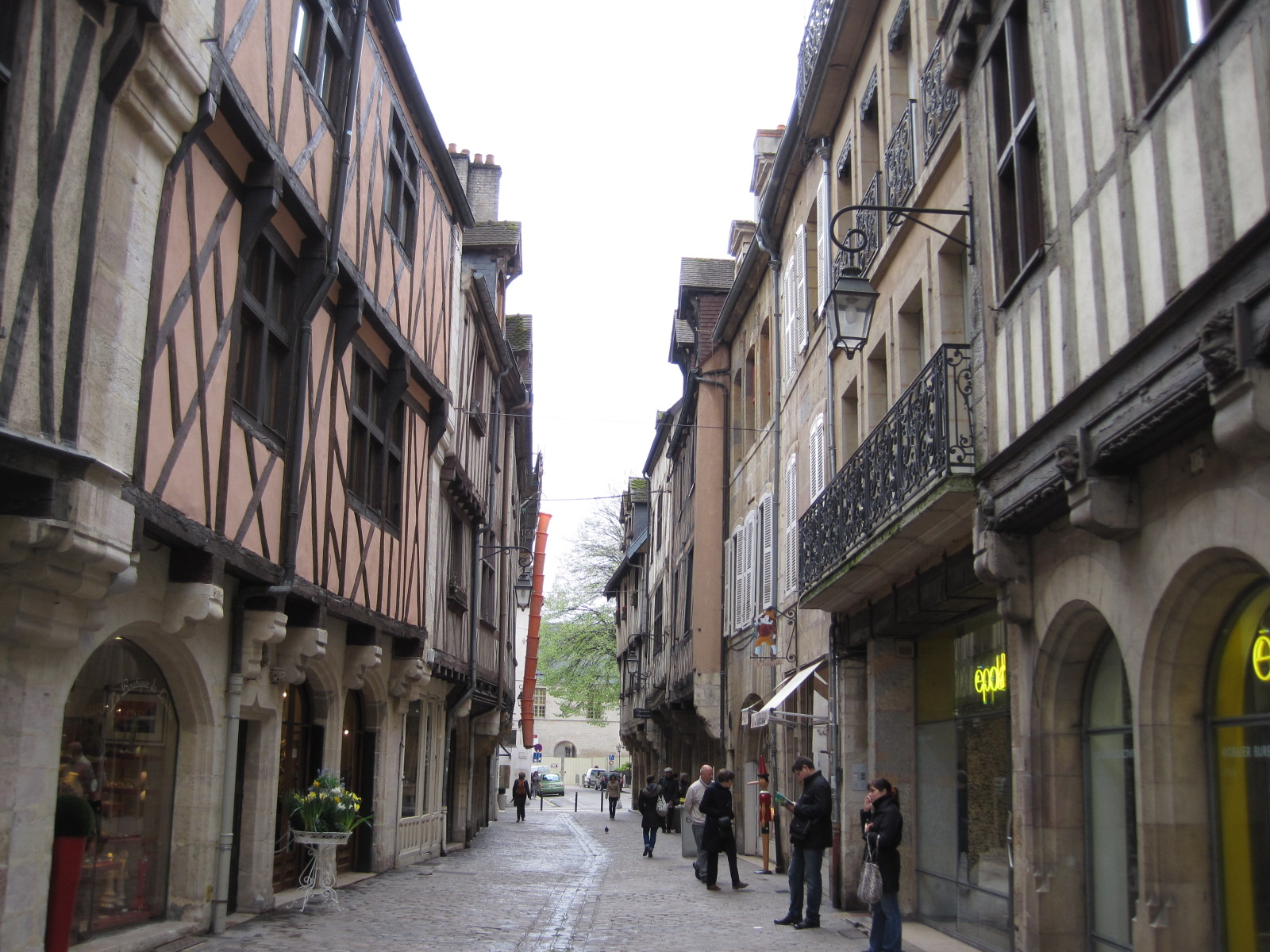
디종의 베르리 거리
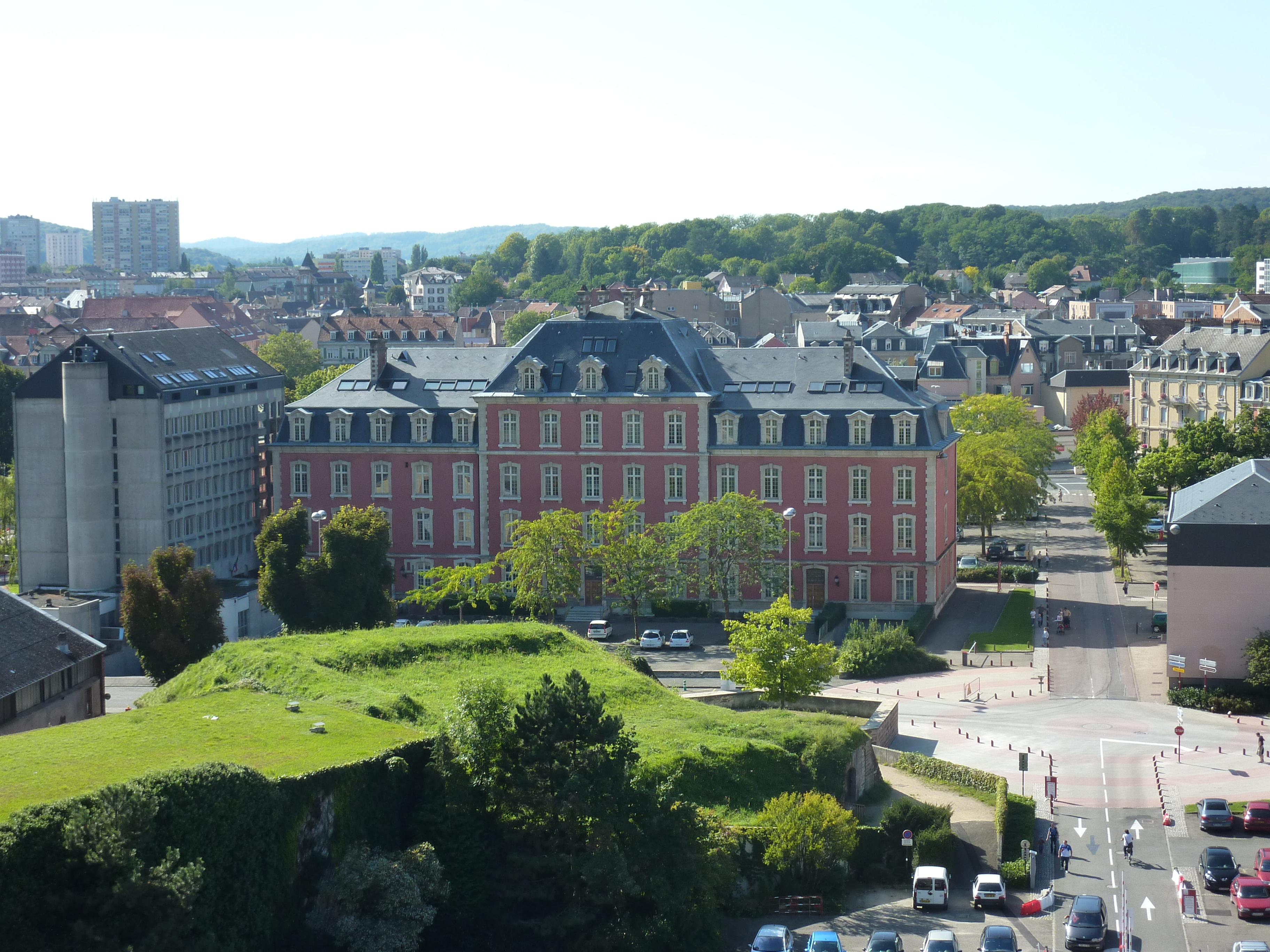
벨포르 데파르투망 의회 건물
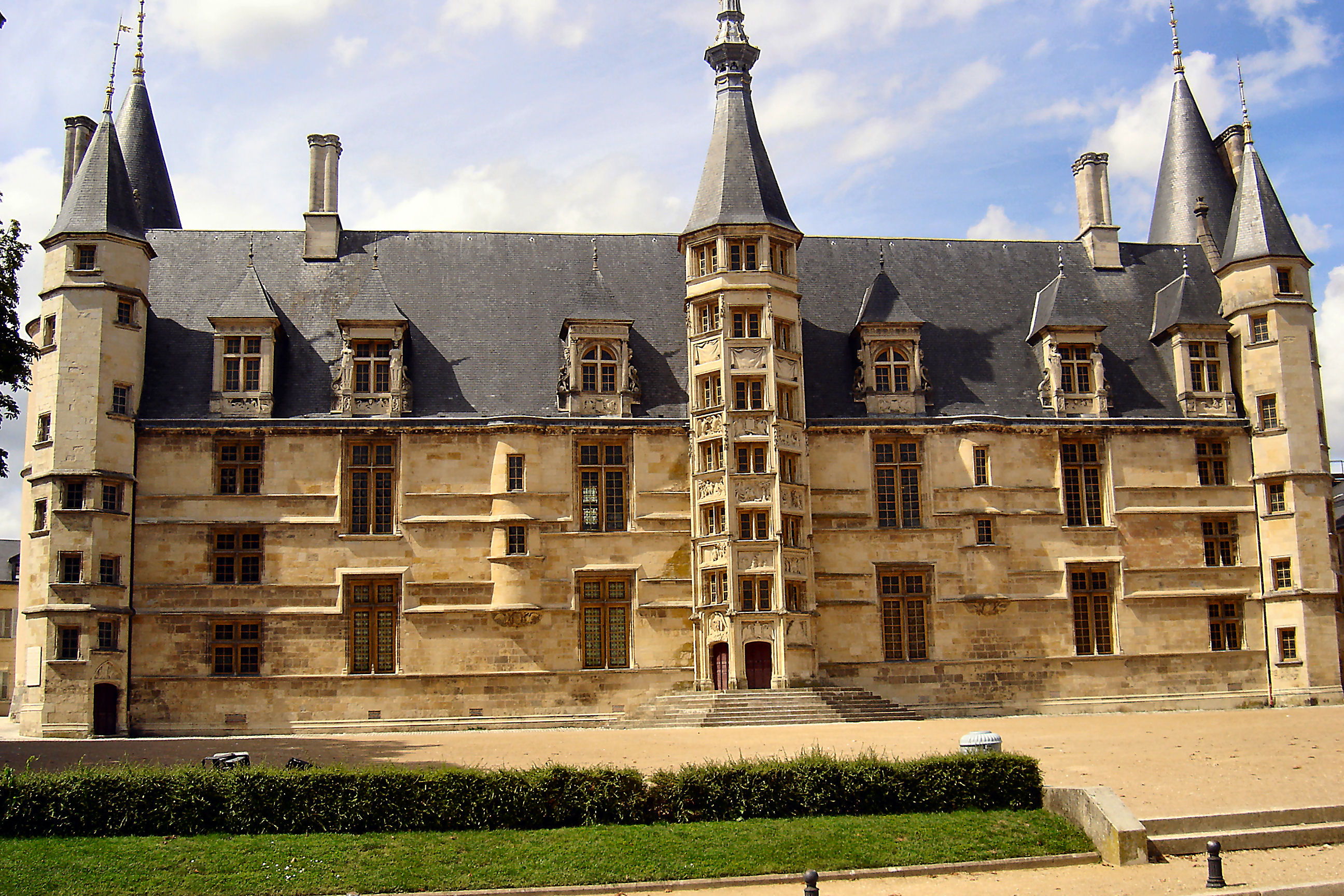
느베르의 뒤칼 궁전
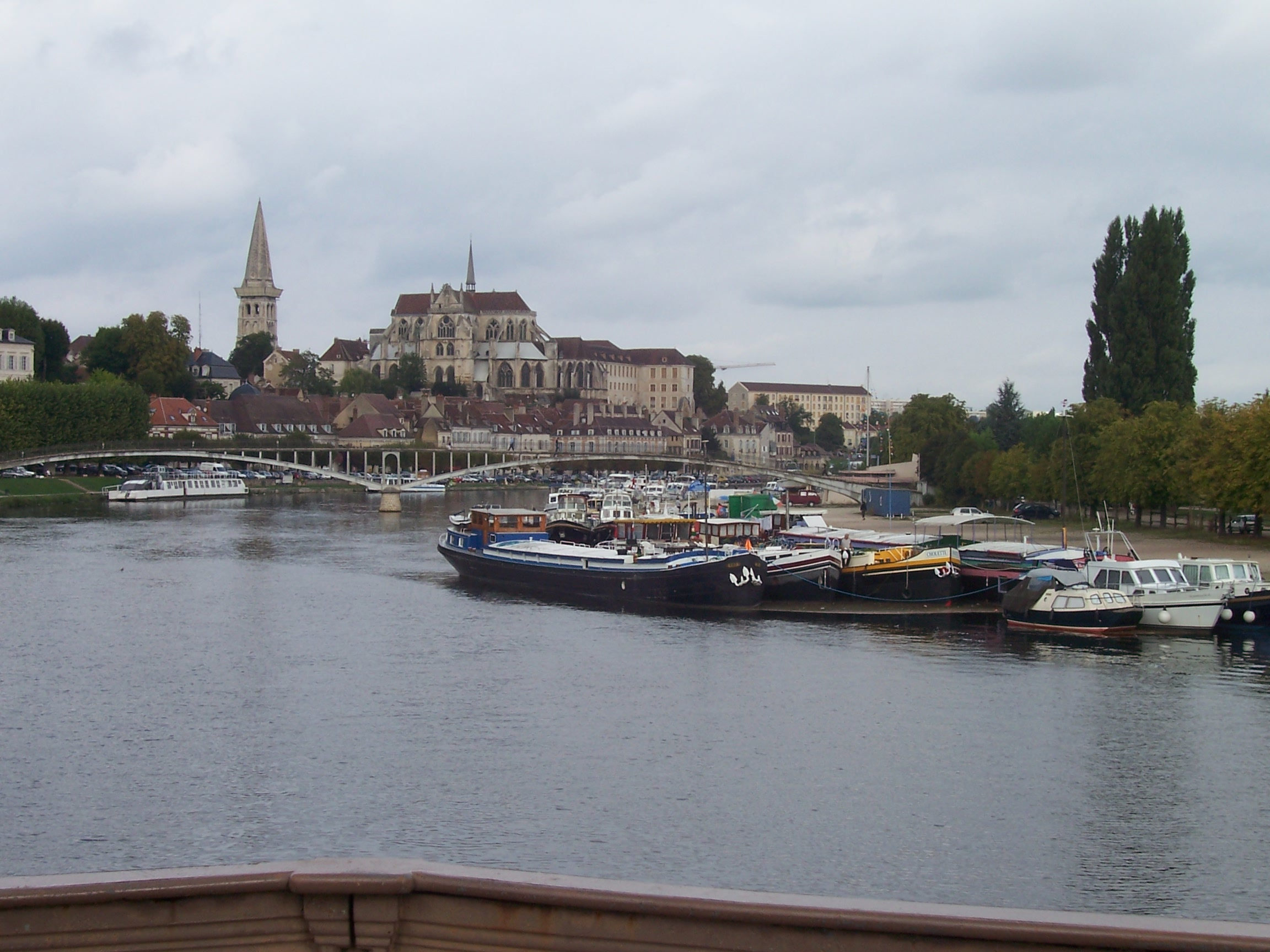
오세르에 있는 욘강

## 같이 보기
- 부르고뉴
- 프랑슈콩테
- 프랑스의 레지옹